# Deutscher Filmpreis/Beste weibliche Hauptrolle

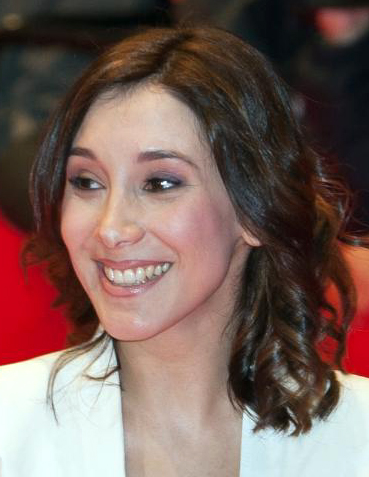
Sibel Kekilli, Berlinale 2012

Gewinner des Deutschen Filmpreises in der Kategorie Beste weibliche Hauptrolle (früher: Beste darstellerische Leistung – weibliche Hauptrolle). Von Ende der 1960er/Anfang der 1970er Jahre bis 1996 wurde die Kategorie durch einen Preis für die „Besten darstellerischen Leistungen“ ersetzt, ohne eine Einteilung nach Haupt- oder Nebenrollen. Seit 1997 werden die Auszeichnungen für Schauspieler wieder getrennt nach Haupt- und Nebenrollen ausgelobt. Die Gewinner werden seit 1999 mit der Preisstatuette „Lola“ geehrt und erhalten ein Preisgeld von 10.000 Euro. Zuvor war das Filmband in Gold vergeben worden.
Am erfolgreichsten in dieser Kategorie waren Hannelore Elsner, Sandra Hüller, Sibel Kekilli und Lilli Palmer, die den Preis je zweimal gewinnen konnten. Seit Einführung des Nominierungsmodus für diese Kategorie erhielt Hüller auch die meisten Nennungen (vier). 2016 erhielt Laura Tonke sowohl den Preis als beste Haupt- als auch als beste Nebendarstellerin des Jahres zugesprochen. Helena Zengel, die den Preis 2020 im Alter von 11 Jahren gewinnen konnte, ist die jüngste Gewinnerin einer Lola.
1997 wurde mit Sylvie Testud (Jenseits der Stille) auch eine ausländische Schauspielerin in einer deutschen Film- beziehungsweise Koproduktion gewürdigt.

## Preisträger von 1954 bis 1968
| Jahr      | Preisträger                                          | Filmtitel                                            |
| --------- | ---------------------------------------------------- | ---------------------------------------------------- |
| 1954      | Ruth Leuwerik                                        | Geliebtes Leben                                      |
| 1955      | Therese Giehse                                       | Kinder, Mütter und ein General                       |
| 1956      | Lilli Palmer                                         | Teufel in Seide                                      |
| 1957      | Lilli Palmer                                         | Anastasia, die letzte Zarentochter                   |
| 1958      | Liselotte Pulver                                     | Das Wirtshaus im Spessart                            |
| 1959      | Preis nicht vergeben                                 | Preis nicht vergeben                                 |
| 1960      | Nadja Tiller                                         | Labyrinth                                            |
| 1961      | Hilde Krahl                                          | Das Glas Wasser                                      |
| 1962      | Vera Tschechowa                                      | Das Brot der frühen Jahre                            |
| 1963      | Elisabeth Bergner                                    | Die glücklichen Jahre der Thorwalds                  |
| 1964      | Mira Stupica                                         | Herrenpartie                                         |
| 1965      | Jana Brejchová                                       | Das Haus in der Karpfengasse                         |
| 1966      | Sabine Sinjen                                        | Es                                                   |
| 1967      | Alexandra Kluge                                      | Abschied von gestern                                 |
| 1968      | Thekla Carola Wied                                   | Spur eines Mädchens                                  |
| 1969–1996 | Deutscher Filmpreis/Beste darstellerische Leistungen | Deutscher Filmpreis/Beste darstellerische Leistungen |

## Preisträger und Nominierte ab 1997
1997
Sylvie Testud – Jenseits der Stille
- Gudrun Landgrebe – Rossini – oder die mörderische Frage, wer mit wem schlief
- Susanne Lothar – Engelchen

1998
Katja Riemann – Die Apothekerin und Bandits
- Heike Makatsch – Obsession
- Lisa Martinek – Härtetest

1999
Juliane Köhler – Aimée & Jaguar
Maria Schrader – Aimée & Jaguar und Meschugge
- Caroline Ebner – Viehjud Levi

### 2000er-Jahre
2000
Hannelore Elsner – Die Unberührbare
- Cornelia Schmaus – Wege in die Nacht
- Tamara Simunovic – Schnee in der Neujahrsnacht

2001
Katrin Saß – Heidi M.
- Julia Hummer – Die innere Sicherheit
- Franka Potente – Der Krieger und die Kaiserin

2002
Martina Gedeck – Bella Martha
- Karoline Eichhorn – Der Felsen
- Juliane Köhler – Nirgendwo in Afrika

2003
Hannelore Elsner – Mein letzter Film
- Sophie Rogall – Fickende Fische
- Katrin Saß – Good Bye, Lenin!

2004
Sibel Kekilli – Gegen die Wand
- Nina Hoss – Wolfsburg
- Johanna Wokalek – Hierankl

2005
Julia Jentsch – Sophie Scholl – Die letzten Tage
- Hannelore Elsner – Alles auf Zucker!
- Jessica Schwarz – Kammerflimmern

2006
Sandra Hüller – Requiem
- Inka Friedrich – Sommer vorm Balkon
- Jasmin Tabatabai – Fremde Haut
- Nadja Uhl – Sommer vorm Balkon

2007
Monica Bleibtreu – Vier Minuten
- Hannah Herzsprung – Vier Minuten
- Jördis Triebel – Emmas Glück

2008
Nina Hoss – Yella
- Carice van Houten – Black Book
- Valerie Koch – Die Anruferin
- Victoria Trauttmansdorff – Gegenüber

2009
Ursula Werner – Wolke 9
- Anna Maria Mühe – Novemberkind
- Johanna Wokalek – Der Baader Meinhof Komplex

### 2010er-Jahre
2010
Sibel Kekilli – Die Fremde
- Corinna Harfouch – This Is Love
- Susanne Lothar – Das weiße Band – Eine deutsche Kindergeschichte
- Birgit Minichmayr – Alle anderen

2011
Sophie Rois – Drei
- Bernadette Heerwagen – Die kommenden Tage
- Lena Lauzemis – Wer wenn nicht wir

2012
Alina Levshin – Kriegerin
- Sandra Hüller – Über uns das All
- Steffi Kühnert – Halt auf freier Strecke

2013
Barbara Sukowa – Hannah Arendt
- Martina Gedeck – Die Wand
- Birgit Minichmayr – Gnade

2014
Jördis Triebel – Westen
- Carla Juri – Feuchtgebiete
- Juliane Köhler – Zwei Leben

2015
Laia Costa – Victoria
- Nina Hoss – Phoenix
- Katharina Marie Schubert – Ein Geschenk der Götter

2016
Laura Tonke – Hedi Schneider steckt fest
- Rosalie Thomass – Grüße aus Fukushima
- Jördis Triebel – Ein Atem

2017
Sandra Hüller – Toni Erdmann
- Julia Jentsch – 24 Wochen
- Lilith Stangenberg – Wild

2018
Marie Bäumer – 3 Tage in Quiberon
- Diane Kruger – Aus dem Nichts
- Kim Riedle – Back for Good

2019
Susanne Wolff – Styx
- Luise Heyer – Das schönste Paar
- Aenne Schwarz – Alles ist gut

### 2020er-Jahre
2020
Helena Zengel – Systemsprenger
- Anne Ratte-Polle – Es gilt das gesprochene Wort
- Alina Șerban – Gipsy Queen

2021
Maren Eggert – Ich bin dein Mensch
- Saskia Rosendahl – Fabian oder Der Gang vor die Hunde 
- Luna Wedler – Je suis Karl

2022
Meltem Kaptan – Rabiye Kurnaz gegen George W. Bush
- Sara Fazilat – Nico
- Saskia Rosendahl – Niemand ist bei den Kälbern
- Ursula Strauss – Le Prince

2023
Leonie Benesch – Das Lehrerzimmer
- Zar Amir Ebrahimi – Holy Spider
- Sandra Hüller – Sisi & Ich

2024
Corinna Harfouch – Sterben
- Hannah Herzsprung – 15 Jahre
- Bayan Layla – Elaha

2025
Liv Lisa Fries – In Liebe, Eure Hilde
- nominiert:
  - Mala Emde – Köln 75
  - Emma Nova – Vena